# Hannonville-sous-les-Côtes
Hannonville-sous-les-Côtes är en kommun i departementet Meuse i regionen Grand Est (tidigare regionen Lorraine) i nordöstra Frankrike. Kommunen ligger i kantonen Fresnes-en-Woëvre som tillhör arrondissementet Verdun. År 2022 hade Hannonville-sous-les-Côtes 546 invånare.

## Befolkningsutveckling
Antalet invånare i kommunen Hannonville-sous-les-Côtes
| Referens: INSEE |